# کامی ابیلی
کامی آن فرانسواز ابیلی (به فرانسوی: Camille Anne Françoise Abily) (زادهٔ ۵ دسامبر ۱۹۸۴) یک بازیکن زن فوتبال اهل کشور فرانسه است. وی هم‌اکنون برای باشگاه فوتبال زنان المپیک لیون و در لیگ برتر فوتبال زنان فرانسه بازی می‌کند. پست تخصصی وی هافبک هجومی است. وی تاکنون دو بار جایزه اتحادیه ملی فوتبالیست‌های حرفه‌ای فرانسه و بهترین بازیکن زن سال را بدست آورده است.در سال ۲۰۰۲ او از طرف مرکز آکادمی فوتبال کلیر فونتین انتخاب شد تا به بخش زنان این مرکز بپیوندد.